# ۳۳۴ (میلادی)
۳۳۴ (میلادی) سیصد و سی و چهارمین سال تقویم میلادی است.

## درگذشتگان
‎